# Ruwen Straub
Ruwen Straub (* 8. Dezember 1993 in Darmstadt) ist ein deutscher Schwimmsportler. Als 22-Jähriger holte er sich bei den Kurzbahnmeisterschaften 2015 seinen ersten deutschen Meistertitel. Vor seiner sportlichen Karriere absolvierte er eine Ausbildung zum Bankkaufmann bei der Sparkasse Miltenberg-Obernburg.

## Erfolge
Am 19. November 2015 siegte der beim SV Würzburg 05 von Stefan Lurz trainierte Straub in der Wuppertaler Schwimmoper über 1500 m (Kurzbahn) Freistil in der Zeit von 14:31,94 min und verwies dabei Florian Wellbrock (SC Magdeburg, 14:51,22 min) und Henning Mühlleitner (SV Schwäbisch Gmünd, 14:51,94 min) auf die Plätze.
Seine größten Erfolge bis dahin waren dritte Plätze im selben Jahr bei den Deutschen Schwimmmeisterschaften 2015 in Berlin über 800 und 1500 m und im Jahr zuvor bei den Deutschen Kurzbahnmeisterschaften 2014 ebenfalls in Wuppertal über 1500 m. Mit der Berliner Zeit über die 1500 m erfüllte er wie Sieger Sören Meißner und Zweiter Felix Auböck die WM-Norm für die Schwimmweltmeisterschaften 2015 in Kasan. Dort langte es zu einem 14. Platz in 15:04,80 min (Weltmeister Gregorio Paltrinieri in 14:39,67 min, Europarekord).